# Hendrik Ziegler
Hendrik Ziegler (* 1968 in Beirut) ist ein deutscher Kunsthistoriker.

## Leben
Von 1988 bis 1995 studierte er Kunstgeschichte, Philosophie und Sozial- und Wirtschaftsgeschichte an der Ludwig-Maximilians-Universität München. Von 2012 bis 2017 lehrte er als Professor für Neuere und Neueste Kunstgeschichte an der Universität Reims. 2017 nahm er den Ruf auf die W3-Professur für Kunstgeschichte an der Philipps-Universität Marburg, Schwerpunkt französische und nordeuropäische Kunst der Frühen Neuzeit (die vorgezogene Nachfolge des Lehrstuhles von Katharina Krause) an.

## Schriften (Auswahl)
- Die Kunst der Weimarer Malerschule. Von der Pleinairmalerei zum Impressionismus. Köln/Weimar/Wien 2001, ISBN 3-412-15400-8.
- als Herausgeber: Place des Victoires. Histoire, architecture, société. Paris 2003, ISBN 2-7351-1003-6.
- Der Sonnenkönig und seine Feinde. Die Bildpropaganda Ludwigs XIV. in der Kritik. Mit einem Vorwort von Martin Warnke und einer französischen Zusammenfassung. Petersberg 2010, ISBN 3-86568-470-X.
  - Louis XIV et ses ennemis. Image, propagande et contestation. Paris 2013, ISBN 978-2-84292-368-6.
- als Herausgeber: Der Sturm der Bilder. Zerstörte und zerstörende Kunst von der Antike bis zur Gegenwart. Berlin 2011, ISBN 3-05-004903-0.